# Gornje jezero

Gornje jezero (angleško Lake Superior) je največje izmed skupine petih jezer v Severni Ameriki, imenovanih Velika jezera. Nahaja se med ZDA in Kanado. Na jugu in zahodu meji na ameriške zvezne države Minnesota, Wisconsin in Michigan, na severu in vzhodu pa na kanadsko provinco Ontario. Velja za največje sladkovodno jezero na svetu po površini.